# Pehotna divizija Pustertal
Pehotna divizija Pustertal (izvirno nemško Infanterie-Division Pustertal) je bila pehotna divizija avstro-ogrske kopenske vojske, ki je bila aktivna med prvo svetovno vojno.

## Poveljstvo
Poveljniki 
- Ludwig Goiginger: maj 1915–oktober 1916
- Franz von Steinhart: oktober 1916–september 1917